# بوستان دهخدا
بوستان دهخدا نام بوستانی در شهر قزوین است که در فاصلهٔ بین خط رفت و برگشت بلوار شهید بهشتی ساخته شده‌است . عرض این بوستان در بسیاری از مکان‌ها از ۳۰ متر هم فرا تر می‌رود . مساحت این بوستان ۳۹۳۰۰ متر مربع بوده و دارای امکاناتی از قبیل بازیگاه کودک ،وسایل ورزشی-بدنسازی ، سرویس بهداشتی ، آبخوری ، مبلمان پارکی ، نمازخانه می‌باشد . 

## شهر بازی
در زمان‌های گذشته از این بوستان مانند بوستان ملت به عنوان شهر بازی هم استفاده می‌کردند ولی با افزایش رو افزون شهر بازی‌ها در قزوین ادامه فعالیت این شهر بازی کم رنگ تر از گذشته شده‌است .

## پوشش گیاهی
پوشش گیاهی این بوستان چمن است و بیش‌ترین درخت در این بوستان درخت کاج می‌باشد .